# مؤشر المستوى الغذائي
يستخدم مؤشر المستوى الغذائي (TLI) في نيوزيلندا كمقياس لحالة المغذيات في البحيرات. يُعتبر مشابه لمؤشر حالة التغذية ولكنه اقترح كبديل يناسب نيوزيلندا.
يستخدم النظام أربعة معايير، تركيزات الفوسفور والنيتروجين، وكذلك الوضوح البصري والكتلة الحيوية الطحلبية الموزونة بالتساوي.
| نوع البحيرة        | المستوى الغذائي | Chla (mg m −3 ) | عمق Secchi (م) | TP (mg P m −3 ) | TN (mg N m −3 ) |
| ------------------ | --------------- | --------------- | -------------- | --------------- | --------------- |
| فائقة microtrophic | 0-1             | 0,13-0,33       | 31-24          | ،84-1,8         | 16-34           |
| Microtrophic       | 1-2             | 0,33-0,82       | 24-15          | 1,8-4,1         | 34-73           |
| قليل التغذية       | 2-3             | ،82-2,0         | 15-7,8         | 4,1-9,0         | 73-157          |
| Mesotrophic        | 3-4             | 2,0-5,0         | 7,8-3,6        | 9,0 حتي 20      | 157-337         |
| حسن التغذية        | 4-5             | 5,0 حتي 12      | 3,6-1,6        | 20-43           | 337-725         |
| Supertrophic       | 5-6             | 12-31           | 1,6-0,7        | 43-96           | 725-1558        |
| التصنع             | 6-7             | > 31            | <0.7           | > 96            | > 1558          |